# Otter Creek (Iditarod River)
Der Otter Creek (englisch: otter für „Fischotter“, creek für „kleinerer Fluss“) ist ein etwa 64 Kilometer langer rechter Nebenfluss des Iditarod River im Südwesten des US-Bundesstaats Alaska. Er gehört zum Flusssystem des Yukon River.

## Flusslauf
Der Fluss entsteht am Zusammenfluss von North Fork und South Fork Otter Creek. Er fließt anfangs 25 km nach Südwesten, später nach Westen. Er weist zahlreiche enge Flussschlingen auf. Am Flusslauf befindet sich die seit Anfang der 2000er Jahre verlassene Bergbausiedlung Flat. Der Otter Creek mündet schließlich auf einer Höhe von 53 m in den Oberlauf des Iditarod River, 11 km südwestlich der ebenfalls verlassenen Stadt Iditarod.

## Geschichte
Im Jahr 1908 wurde am Otter Creek Gold gefunden. In der Folge kam es in der Gegend zu einem Goldgräberboom.

## North Fork Otter Creek
Der North Fork Otter Creek ist der 13,7 km lange rechte Quellfluss des Otter Creek. Er entspringt auf einer Höhe von etwa 500 m in den Kuskokwim Mountains und fließt in überwiegend südsüdwestlicher Richtung zum Zusammenfluss mit dem South Fork Otter Creek.

## South Fork Otter Creek
Der South Fork Otter Creek ist der 16,4 km lange linke Quellfluss des Otter Creek. Er entspringt auf einer Höhe von etwa 425 m in den Kuskokwim Mountains und fließt in überwiegend westlicher Richtung zum Zusammenfluss mit dem North Fork Otter Creek.